# Truinas
Truinas är en kommun i departementet Drôme i regionen Auvergne-Rhône-Alpes i sydöstra Frankrike. Kommunen ligger i kantonen Bourdeaux som tillhör arrondissementet Die. År 2022 hade Truinas 143 invånare.

## Befolkningsutveckling
Antalet invånare i kommunen Truinas
Referens:INSEE